# Sebastian Johansson
Pour les articles homonymes, voir Johansson.
Sebastian Johansson est un footballeur suédois né le 4 septembre 1980 à Ulricehamn.

## Palmarès
Vierge